# Formula One Teams Association
Formula One Teams Association (zkráceně jen FOTA) byla organizace skupiny týmů F1, kteří zformovali činnost této organizace na schůzce dne 29. července 2008. FOTA vznikla, aby zastupovala kluby v jednáních s tehdejším šéfem F1 Berniem Ecclestonem a Mezinárodní automobilovou federací FIA. V roce 2011 opustily organizaci významné týmy, čímž začala postrádat smysl. Po dlouhých dohadech organizace v roce 2014 zanikla.
Organizaci předsedal tehdejší prezident Ferrari, Luca Cordero di Montezemolo. Oficiální sídlo se nacházelo v Ženevě ve Švýcarsku.

## Členové organizace FOTA
| Tým                 | Členství  |
| ------------------- | --------- |
| Brawn GP/Mercedes   | 2009–2014 |
| BMW Sauber/Sauber   | 2008–2011 |
| Team Lotus/Caterham | 2010–2014 |
| Force India         | 2008–2014 |
| Ferrari             | 2008–2011 |
| HRT                 | 2010      |
| Virgin/Marussia     | 2010–2014 |
| McLaren             | 2008–2014 |
| Red Bull            | 2008–2011 |
| Renault/Lotus       | 2008–2014 |
| Toro Rosso          | 2008–2011 |
| Williams            | 2008–2014 |

## Neshody ohledně rozpočtového stropu
V květnu 2009, týmy sdružené v organizaci FOTA ohlásili jejich plán nepodepsat účast v ročníku F1 v roce 2010, dokud FIA nebude souhlasit se změnami v připravovaných pravidlech. FOTA nesouhlasila s několika návrhy, z nichž největší odpor byl k pravidlu rozpočtového stropu každého týmu do sumy 40 mil. £ na sezónu. Dne 29. května, kdy se blížil finální termín pro podání přihlášek do nové sezóny F1, týmy Williams a Force India porušili svorný postoj FOTA a podali přihlášku pro sezónu 2010. Následně byli tyto dva týmy suspendovány z organizace FOTA. Následovaly dlouhé diskuze a na setkání dne 18. června 2009, FOTA vyhlásila odtržení od série F1 a založení nové vlastní série, pod názvem Nová Formule. Týmy Williams a Force India oznámili, že se nezúčastní této nové série, protože mají přímé závazky s FIA. Nicméně, dne 24. června 2009 FOTA oznámila, že dospěla k dohodě S FIA ohledně úpravy pravidel pro sezónu 2010 a tím ukončí přípravy na založeni série vlastní.